# Sachenkirch

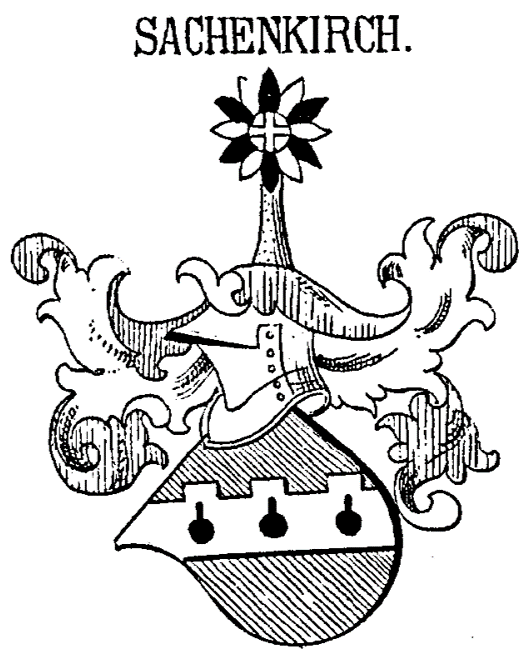
Wappen derer von Sachenkirch in Siebmachers Wappenbuch

Die Sachenkirch(e), auch Zachenkirch(e) bzw. Sachkirch, waren ein schlesisches Uradelsgeschlecht, das von den Stillvogt, der ältesten deutschen Patrizierfamilie Breslaus abstammte. Die Sachenkirch sind 1630 erloschen. 

## Geschichte
Die Familie stammte von dem 1214 in Breslau erwähnten Schultheiß der deutschen Gemeinde „Godinus“ ab, dem sein 1229 erwähnte Sohn Alexander nachfolgte. Wie damals üblich, führten die ersten Generationen noch keine Nachnamen. Die Nachkommen des Alexander erhielten den Namen Stillvogt. Konrads Sohn Zacharias diente 1280 als Ratsherr und 1293 als Schöffe in Breslau. Er war Besitzer des Dorfes Sacherwitz. 1300 erscheinen seine Söhne Jakob und Berthold in Besitz des Gutes. Von Zacharias vermeintlichen Enkeln gründete Konrad das Schweidnitzer Patriziergeschlecht von Sachenkirch und sein Bruder Jakob das weiter in Breslau ansässige Patriziergeschlecht von Sachwitz. 1342 soll Konrad in der Pfarrkirche von Schweidnitz eine Kapelle gestiftet haben. Dem Sohn von Konrad, Nickel Sachenkirch, gehörte noch ein Anteil an Sacherwitz.
Der Historiker Johann Sinapius berichtete 1353 von einem Nickel „Zachinkirche“, der Waldau im Herzogtum Liegnitz kaufte. 1369 fungierte er unter Herzogin Anges von Schweidnitz als Kastellan von Zobten. 1389 verkauften die Brüder Wenzeslaus, Nickel und deren Vettern Konrad und Nickel Sachenkirch Waldau an Peter Heßler. Nickel, der in den Besitz von Kroischwitz kam, nannte sich nach seinem Besitz auch von Waitzenrodau. Am 26. Februar 1451 erscheinen die Schweidnitzer Bürger Georg und Fabian Sachenkirch in einer Urkunde, mit der das von ihrem verstorbenen Vater Nickel Sachenkirch geerbte Gut Weizenrodau verkauften. Fabian Sachenkirch verschrieb am 26. Juli 1469 seiner Frau Katharina das Gut Polnisch-Weistritz. Am 9. Januar 1511 überließ Fabian Sachenkirch seiner Großmutter Veronika, Witwe das Hans Sachenkirch, drei Mark jährlichen Zins auf Polnisch-Weistritz. Durch die Heirat von Anna, Tochter des Schweidnitzer Ratsherren Paul Herdan († 1540) mit Hans Sachenkirch gelangte das Gut Pilzen in den Besitz der Familie. 1563 erbten es seine Söhne Wigand oder Weigel († 17. September 1582), evangelischer Pfarrer von Weizenordau und Hans Sachenkirch. Die Brüder ließen in Pilzen eine Schrotholzkirche erbauen, die in der Epoche der Gegenreformation von den Katholiken konfisziert wurde. Das Geschlecht ist mit dem Sohn von Wigand, dem Schweidnitzer Patrizier und Arzt Johannes von Sachenkirch und Pilzen (* 1585; † 24. Oktober 1630) im Mannesstamm erloschen.

## Besitzungen
- Altenburg
- Bögendorf
- Bunzelwitz
- Gräben
- Herzogswaldau
- Költschen
- Kroischwitz
- Kletschkau
- Lobris
- Pilzen
- Sacherwitz
- Seiferdau
- Teichenau
- Tunkendorf
- Nieder-Weistritz
- Polnisch-Weistritz
- Säbischdorf
- Waldau
- Wilkau
- Weizenrodau
- Zirlau

## Wappen
Blasonierung: Im roten Schild, eine schrägrechte silberne Mauer mit drei Zinnen und drei schwarzen Schießscharten. Kleinod: Auf dem Helm eine Blume mit länglichem Stiel und schwarz-weißen Blättern. Die Helmdecken sind rot-silbern.